# Plavka
Plavka Lonich (née le 25 mars 1968) est une chanteuse américaine d'origines croate et péruvienne vivant à Londres. Elle se produit essentiellement sous son seul nom de Plavka.

## Biographie
Plavka est plus connue pour être la voix du groupe dance allemand Jam & Spoon, dont le son pop avec des touches trance a dominé les ventes internationales dans le milieu des années 1990. Elle a effectué des tournées autour du monde avec le groupe et participé à leurs succès comme le numéro 1 mondial Right in the Night, ou encore Find Me (Odyssey to Anyoona) et Angel.
Elle participa un temps comme chanteuse pour le groupe britannique d'acid house The Shamen, effectuant avec eux des tournées britanniques et européennes.
Bien que connue essentiellement pour ses participations « dance », Plavka Lonich est assez éclectique et a pu obtenir ainsi l'accès aux clubs jazz sélectifs de Londres. Ainsi, elle a été nommée pour le Best Dance Act (meilleur groupe dance) avec Jam & Spoon pour les European Music Awards de MTV et est une « résidente » du club jazz l'Annabel.
Plavka a déménagé de Los Angeles à Londres durant l'été 2004 afin d'assurer la promotion du nouvel album de Jam & Spoon lorsqu'il fut édité par Universal Records. Elle participa aussi à leur dernier titre Butterfly Sign au Festival New Pop en Allemagne.
En dehors du chant, elle a été vue sur scène pour the Tibet, an Relief Ball, à l'Opéra Royal, et est apparue dans le divertissement de la BBC Never Mind the Buzzcocks. Elle a également été invitée à se produire lors de nombreuses manifestations de charité.

## Discographie

### Singles
- Jam & Spoon - Right In The Night
- Jam & Spoon - Find Me
- Jam & Spoon - Angel
- Jam & Spoon - Don't Call It Love
- Jam & Spoon - Kaleidoscope Skies
- Jam & Spoon - Butterfly Sign
- Rising High Collective - Fever Called Love
- Rising High Collective - Liquid Love

### Albums
- The Shamen - On Air The BBC Sessions
- Jam & Spoon - Tripomatic Fairytales 2001
- Jam & Spoon - Kaleidoscope
- Jam & Spoon - Tripomatic Fairytales 3003